# Ann Kristin Flatland
Ann Kristin Aafedt Flatland (Oslo, 1982. november 6. –) olimpiai bronzérmes, világbajnok norvég sílövő. A felnőttek mezőnyében 2003-ban mutatkozott be, a világkupában.
A világkupában a 2009/2010-es szezonban szerezte első egyéni dobogós helyezéseit, két alkalommal lett harmadik. Világbajnokságon 2005-ben indult először, két érmet szerzett hazájának, 2007-ben harmadik lett a norvég váltóval illetve 2010-ben a második helyen végzett a vegyes váltóval.
Olimpián a 2010-es játékokon vehetett először részt. Mind az öt versenyszámban a legjobb tizenötben végzett, de érmet nem tudott nyerni. Legjobb eredménye egy negyedik hely volt a norvég váltóval.

## Eredményei

### Olimpia
| Év   | Olimpia   | Versenyszám | Versenyszám | Versenyszám   | Versenyszám | Versenyszám | Versenyszám |
| Év   | Olimpia   | Egyéni      | Sprint      | Üldözőverseny | Tömegrajtos | Váltó       |             |
| ---- | --------- | ----------- | ----------- | ------------- | ----------- | ----------- | ----------- |
| 2010 | Vancouver | 14          | 10          | 8             | 11          | 4           |             |

### Világbajnokság
| Év   | Világbajnokság     | Versenyszám | Versenyszám | Versenyszám   | Versenyszám | Versenyszám | Versenyszám  | Versenyszám |
| Év   | Világbajnokság     | Egyéni      | Sprint      | Üldözőverseny | Tömegrajtos | Váltó       | Vegyes váltó |             |
| ---- | ------------------ | ----------- | ----------- | ------------- | ----------- | ----------- | ------------ | ----------- |
| 2005 | Hochfilzen         | ----        | 22          | 37            | ----        | ----        | ----         |             |
| 2007 | Antholz-Anterselva | 48          | 5           | 24            | 18          | 3           | ----         |             |
| 2008 | Östersund          | 12          | 51          | 48            | 28          | 6           | ----         |             |
| 2009 | Phjongcshang       | 51          | 33          | 30            | ----        | 11          | ----         |             |
| 2010 | Hanti-Manszijszk   | ----        | ----        | ----          | ----        | ----        | 2            |             |

### Világkupa
| Idény   | Összesített eredmény Helyezés (Pontszám) | Összesített eredmény Helyezés (Pontszám) | Összesített eredmény Helyezés (Pontszám) | Összesített eredmény Helyezés (Pontszám) | Összesített eredmény Helyezés (Pontszám) |
| Idény   | Összetett                                | Egyéni                                   | Sprint                                   | Üldözőverseny                            | Tömegrajtos                              |
| ------- | ---------------------------------------- | ---------------------------------------- | ---------------------------------------- | ---------------------------------------- | ---------------------------------------- |
| 2001/02 | 119 (39)                                 | 0                                        | 104 (15)                                 | 82 (24)                                  | 0                                        |
| 2002/03 |                                          |                                          |                                          |                                          |                                          |
| 2003/04 |                                          |                                          |                                          |                                          |                                          |
| 2004/05 | 57 (33)                                  | 0                                        | 43 (28)                                  | 64 (5)                                   | 0                                        |
| 2005/06 | 59 (28)                                  | 50 (7)                                   | 59 (12)                                  | 51 (9)                                   | 0                                        |
| 2006/07 | 43 (70)                                  | 0                                        | 41 (37)                                  | 44 (20)                                  | 39 (13)                                  |
| 2007/08 | 25 (227)                                 | 10 (52)                                  | 34 (59)                                  | 34 (51)                                  | 19 (64)                                  |
| 2008/09 | 38 (186)                                 | 65 (8)                                   | 39 (71)                                  | 41 (43)                                  | 27 (64)                                  |
| 2009/10 | 21 (430)                                 | 41 (27)                                  | 16 (208)                                 | 20 (107)                                 | 24 (88)                                  |
| 2010/11 | 16 (549)                                 | 27 (57)                                  | 12 (245)                                 | 15 (147)                                 | 19 (100)                                 |

| 2006/07    | | | Hochfilzen Váltó Antholz-Anterselva Váltó (VB)                                                        |
| 2007/08    | Phjongcshang Vegyes váltó                                                                             | Ruhpolding Váltó                                                                                      | |
| 2008/09    | Hochfilzen Váltó                                                                                      | | |
| 2009/10    | Kontiolahti Vegyes váltó                                                                              | Hanti-Manszijszk Vegyes váltó (VB)                                                                    | Oberhof Sprint Ruhpolding Váltó Antholz-Anterselva Üldözőverseny                                      |
| 2010/11    | Oberhof Sprint Hanti-Manszijszk Vegyes váltó (VB)                                                     | | Hochfilzen Váltó                                                                                      |
| Összesítés | Egyéni: 0 Sprint: 1 Üldözőverseny: 0 Tömegrajtos: 0 Váltó: 1 Vegyes váltó: 3 ------------ Összesen: 5 | Egyéni: 0 Sprint: 0 Üldözőverseny: 0 Tömegrajtos: 0 Váltó: 1 Vegyes váltó: 1 ------------ Összesen: 2 | Egyéni: 0 Sprint: 1 Üldözőverseny: 1 Tömegrajtos: 0 Váltó: 4 Vegyes váltó: 0 ------------ Összesen: 6 |